# ناصر تبریزی
ناصر تبریزی آهنگساز و نوازندهٔ سرشناس ویولن بود. وی یکی از مشهورترین آهنگسازان موسیقی مردمی بوده‌است.

## زندگی
ناصر تبریزی در مهرماه سال ۱۳۱۸ متولد شد و توانست با هنرمندانی همچون ایرج، پوران، محمد باغبان، علی نظری، ساسان و… فعالیت هنری داشته باشد و با کشف نعمت‌الله آغاسی و معرفی وی با آهنگ «مرو با دیگری» باعث شهرت و آغاز فعالیت حرفه‌ای وی شد. تبریزی از اواخر دهه ۱۳۴۰ شمسی تا زمان انقلاب اسلامی ایران به عنوان آهنگساز و نوازنده‌ای صاحب‌نام در ترانه‌های مردمی فعالیت می‌کرد.
تبریزی برای فیلم سینمایی غرور و تعصب به کارگردانی عباس کسایی آهنگ ساخت. همچنین وی آهنگساز تعدادی از ترانه فیلم‌های ایرانی در دهه ۱۳۵۰ بود. از جمله فیلم‌هایی که وی کار نوازندگی و آهنگسازی ترانه‌های آن را انجام داده، فاتح دل‌ها، غلام زنگی، یکی خوش صدا یکی خوش دست، خدا قوت می‌باشد.
ناصر تبریزی در ۲۲ اَبان ماه ۱۳۶۲ چشم از جهان فروبست.
تبریزی شش فرزند دارد که سپیدار تبریزی، یکی از پسرهای او، هم‌اکنون در آمریکا در حرفه موسیقی فعالیت دارد.
از کارهای ماندگار تبریزی ترانه کفتر کاکل به سر با صدای محمد باغبان است که پس از پنجاه سال همچنان طرفدار دارد.

## ترانه‌های معروف
- کفتر کاکل به سر، با صدای محمد باغبان، این ترانه را در سال ۱۳۶۴ معین با تنظیم و ریتم جدیدی بازخوانی کرد.
- چوب خدا، با صدای محمد باغبان
- مرو با دیگری، با صدای نعمت‌الله آغاسی
- آمنه، با صدای نعمت‌الله آغاسی
- بت‌پرست، با صدای آغاسی و سوسن (معین در سال ۱۳۸۶ آن را بازخوانی کرد)

## فیلم‌ها

### آهنگساز
- ۱ - غرور و تعصب (۱۳۵۵)

### نوازنده
- ۱ - حرمت رفیق (۱۳۵۶)
- ۲ - خدا قوت (۱۳۵۶)
- ۳ - زن (۱۳۵۶)
- ۴ - غربتی‌ها (۱۳۵۶)
- ۵ - یکی خوش صدا یکی خوش دست (۱۳۵۶)
- ۶ - غرور و تعصب (۱۳۵۵)
- ۷ - والده آقا مصطفی (۱۳۵۵)
- ۸ - دفاع از ناموس (۱۳۵۴)
- ۹ - غلام زنگی (۱۳۵۴)
- ۱۰ - فرار از حجله (۱۳۵۴)
- ۱۱ - قسم (۱۳۵۴)
- ۱۲ - کینه (۱۳۵۴)
- ۱۳ - ابرمرد (۱۳۵۳)
- ۱۴ - خیلی هم ممنون (۱۳۵۱)
- ۱۵ - فاتح دلها (۱۳۵۱)

### تیتراژ
- ۱ - غربتی‌ها (۱۳۵۶)